# Batradz Kajtmazow
Batradz Achsarbiekowicz Kajtmazow (ros. Батрадз Ахсарбекович Кайтмазов, ur. 18 kwietnia 1985) – rosyjski judoka.
Uczestnik mistrzostw świata w 2010. Startował w Pucharze Świata w latach 2005–2007, 2009, 2010, 2012, 2013 i 2015. Srebrny medalista mistrzostw Europy w 2010, a także zdobył trzy medale drużynowo. Trzeci na uniwersjadzie w 2007. Wicemistrz Rosji w 2008 roku.